# Список умерших в 1955 году
В этой статье представлен список известных людей, умерших в 1955 году.
- См. также: Категория:Умершие в 1955 году

## Январь
- 5 января — Александр Винербергер (63) — австрийский инженер-химик.
- 5 января — Марсель Деа (60) — французский государственный деятель. Лидер профашистской организации — Народное национальное объединения.
- 5 января — Евгений Тарле (80) — советский историк, академик АН СССР.
- 7 января — Пётр Хрычёв — Герой Советского Союза.
- 14 января — Соломон Мильштейн — советский государственный деятель, генерал-лейтенант (9.7.1945), руководитель спецслужб СССР.
- 18 января — Касым Аманжолов (43) — казахский поэт.
- 21 января — Арчи Хан (74) — американский легкоатлет, трёхкратный чемпион летних Олимпийских игр 1904 в спринтерском беге.
- 24 января — Монте Бевилле (79) — американский бейсболист.
- 24 января — Миколас Великис (70) — российский и литовский военнослужащий, один из основателей литовской армии, военный министр, бригадный генерал.
- 27 января — Семён Забагонский (45) — помощник командира взвода пешей разведки 835-го стрелкового полка 237-й стрелковой дивизии 40-й армии Воронежского фронта, сержант, Герой Советского Союза.
- 31 января — Михаил Лозинский (68) — русский и советский поэт, переводчик.
- 31 января — Дина Нурпеисова (86) — казахский композитор и исполнитель.

## Февраль
- 1 февраля — Даут Нехай (37) — Герой Советского Союза.
- 3 февраля — Василий Блохин (60) — сотрудник ВЧК-ОГПУ-НКВД-МГБ СССР, генерал-майор (1945—1954), в чьи обязанности входила организация приведения в исполнение смертных приговоров — расстрелов; инфаркт миокарда или самоубийство.
- 11 февраля — Ольга Хохлова (63) — балетная танцовщица русско-украинского происхождения, более известная как первая жена Пабло Пикассо и мать его сына Пауло.
- 12 февраля — Юлиус Баб (74) — немецкий театральный критик и драматург, представитель берлинского модернизма, один из основателей Культурного союза германских евреев.
- 15 февраля — Довид Кнут (54) — русский поэт, участник французского Сопротивления.
- 16 февраля — Дмитрий Садовниченко (47) — советский политический деятель.
- 21 февраля — Исаак Левинский (78) — театральный и общественный деятель, журналист, поэт-сатирик.
- 24 февраля — Борис Базилевский (69) — советский астроном, коллаборационист, заместитель бургомистра г. Смоленска при немецкой оккупации.
- 23 февраля — Борис Васильев (41) — Герой Советского Союза.
- 23 февраля — Поль Клодель (86) — французский поэт, драматург, эссеист, крупнейший религиозный писатель XX века.
- 24 февраля — Георгий Брагин (55) — советский военачальник, генерал-майор войск связи.
- 26 февраля — Иоганн Альтман (54) — советский литературовед, литературный и театральный критик.

## Март
- 4 марта — Дмитрий Абрамович (81) — историк русской литературы, филолог-славист, палеограф, источниковед.
- 5 марта — Анта́нас Мерки́с (68) — литовский государственный деятель.
- 6 марта — Мамед Расулзаде (71) — азербайджанский государственный, политический и общественный деятель, журналист и драматург.
- 7 марта — Яков Кольчак (36) — Герой Советского Союза.
- 11 марта — Василий Прохоров (35) — Герой Советского Союза.
- 11 марта — Александр Флеминг (73) — британский бактериолог, впервые выделивший пенициллин (из плесневых грибов), лауреат Нобелевской премии в области физиологии и медицины (1945).
- 12 марта — Чарли Паркер (34) — американский джазовый саксофонист и композитор.
- 16 марта — Семен Кокора (34) — Герой Советского Союза.
- 18 марта — Пётр Заломов (77) — активный участник революционного движения в России, прообраз Павла Власова — героя романа Максима Горького «Мать».
- 19 марта — Леонид Говоров (58) — командующий войсками противовоздушной обороны Вооружённых Сил СССР, Маршал Советского Союза, Герой Советского Союза.
- 20 марта — Гарри Шульман (51) — американский экономист, арбитр.
- 23 марта — Куан Лекеров (59) — казахский советский

певец (драматический тенор), актёр театра, заслуженный артист Казахской ССР (1939).
- 24 марта — Михаил Пинчевский (60) — еврейский поэт, прозаик, драматург.
- 25 марта — Михаил Кантакузен-Сперанский (79) — русский генерал, герой Первой мировой войны, командир Кирасирского Его Величества лейб-гвардии полка.
- 27 марта — Иван Туряница (53) — украинский советский политический, хозяйственный и общественный деятель.
- 30 марта — Николай Кашин (43) — Герой Советского Союза.

## Апрель
- 1 апреля — Линь Хуэйинь (50), китайская поэтесса и писательница, первая женщина-архитектор Китая.
- 5 апреля — Николай Кюнер — советский востоковед, историк и этнограф.
- 9 апреля — Алексей Абрикосов (80) — российский и советский врач-патологоанатом.
- 11 апреля — Ода Ольберг (82) — социал-демократическая журналистка.
- 12 апреля — Кузьма Почтенный — советский хозяйственный, государственный и политический деятель.
- 17 апреля — Лиллиан Лоррейн (63 или 61) — американская актриса театра и кино.
- 18 апреля — Альберт Эйнштейн (76) — один из основателей современной теоретической физики, лауреат Нобелевской премии по физике за 1921 год, общественный деятель-гуманист.
- 20 апреля — Константин Мышастый — советский железнодорожник, Герой Социалистического Труда (1943).
- 21 апреля — Павел Беренко — старшина артиллерии, полный кавалер ордена Славы.
- 23 апреля — Алексей Петухов — старший сержант, Герой Советского Союза.
- 25 апреля — Констанс Колльер (77) — британская актриса и педагог.
- 25 апреля — Георгий Цагарели (61) — грузинский советский писатель, кинодраматург, переводчик.
- 27 апреля — Пётр Богданович (56) — генерал-майор, Герой Советского Союза.

## Май
- 2 мая — Александр Гор Аркрайт Хоур-Ратвен (82) — британский государственный деятель, генерал-губернатор Австралии (1936-1945).
- 5 мая — Феодор (Рафальский) (59) — епископ Русской православной церкви заграницей, архиепископ Сиднейский и Австралийский.
- 6 мая — Ник Уинтер (60) — австралийский легкоатлет (тройной прыжок), чемпион летних Олимпийских игр 1924 года в Париже, участник двух Олимпиад, рекордсмен мира.
- 12 мая — Мичеслав Луговской — Герой Советского Союза.
- 14 мая — Андрей Яковлев (82) — украинский общественно-политический и государственный деятель.
- 16 мая — Николай Крылов (75) — русский советский математик, академик Академии наук СССР.
- 15 мая — Владимир Уральский (67) — советский актёр театра и кино.
- 16 мая — Гарольд Маррей (англ. Harold James Ruthven Murray) (86) — английский историк шахмат.
- 17 мая — Камилла Уэджвуд — британский и австралийский антрополог.
- 18 мая — Афанасий Андриевский — украинский государственный и политический деятель.
- 18 мая — Шалва Гамбашидзе (66) — грузинский советский актёр театра и кино.
- 22 мая — Иван Чередник (41) — Герой Советского Союза.
- 26 мая — Альберто Аскари (36) — пилот Формулы-1, чемпион мира 1952 и 1953 годов; автокатастрофа.
- 27 мая — Алексей Родин (53) — Герой Советского Союза.
- 30 мая — Али Бейдуллаев — бригадир колхоза имени Азизбекова Ахсуинского района Азербайджанской ССР. Герой Социалистического Труда.

## Июнь
- 1 июня — Михаил Рогачёв (45) — Герой Советского Союза.
- 4 июня — Джон Маклин (77) — американский легкоатлет, серебряный призёр летних Олимпийских игр 1900.
- 8 июня — Семён Иванов (75) — советский политический деятель, председатель Исполнительного комитета Смоленского губернского Совета (1920).
- 8 июня — Иван Кондратьев — Герой Советского Союза.
- 10 июня — Николай Гужва (40) — капитан Рабоче-крестьянской Красной Армии, участник Великой Отечественной войны, Герой Советского Союза.
- 19 июня — Григорий Овсянников (40) — Полный кавалер Ордена Славы.
- 26 июня — Лесли Хэммонд (50) — индийский хоккеист на траве, левый защитник. Двукратный олимпийский чемпион 1928 и 1932 годов.
- 27 июня — Александр Сутырин — Герой Советского Союза.
- 28 июня — Григорий Гамбурцев (52) — советский сейсмолог, один из основоположников сейсмической разведки в СССР.

## Июль
- 4 июля — Яков Скоморовский — ленинградский джазмен, трубач, дирижёр, педагог.
- 6 июля — Афанасий Абрамов (49) — Герой Советского Союза.
- 6 июля — Ольга Фрейденберг (65) — советский филолог-классик, антиковед, культуролог-фольклорист.
- 13 июля — Павел Гербинский (41) — старший лейтенант Советской Армии, лётчик-испытатель, Герой Советского Союза.
- 14 июля
  - Владимир Бонч-Бруевич (82) — советский партийный и государственный деятель, доктор исторических наук, этнограф, писатель.
  - Оле Андреас Станг (англ. Ole A. Stang) (ум. 1872), норвежский бизнесмен и землевладелец.
- 16 июля — Николай Попков (43) — полный кавалер Ордена Славы.
- 17 июля — Андрей (Комаров) (76) — епископ Русской православной церкви, архиепископ Днепропетровский и Запорожский.
- 18 июля — Валериан Пономарёв (56) — советский военный деятель, конструктор артиллерийского вооружения.
- 20 июля — Димитрий Вентцель (56) — советский ученый в области внешней и внутренней баллистики; действительный член Академии артиллерийских наук.
- 20 июля — Галуст Гюльбенкян (86) — предприниматель и миллиардер армянского происхождения, крупнейший нефтяной магнат середины XX века.
- 22 июля — Сергей Самородов (42) — Герой Советского Союза.
- 23 июля — Альбрехт Франц Австрийский (57) — представитель династии Габсбургов, последний титулярный герцог Тешинский (1936—1955). Претендент на королевский престол Венгрии.
- 24 июля — Пётр Лященко (78) — российский и советский экономист.
- 25 июля — Исаак Дунаевский (55) — крупнейший советский композитор.
- 26 июля — Аблакул Узаков (33) — Герой Советского Союза.
- 31 июля — Фредерик Эслинг (95) — австралийский шахматист, мастер.

## Август
- 4 августа — Иван Жмурко (40) — майор Советской Армии, участник Великой Отечественной войны, Герой Советского Союза.
- 4 августа — Василий Попов — участник Великой Отечественной войны, Герой Советского Союза.
- 6 августа — Николай Вреден (54) — русский эмигрантский переводчик, издатель.
- 6 августа — Юрий Кипоренко-Даманский (67) — советский украинский оперный певец.
- 7 августа — Владимир Аршинов (76) — создатель первого в России частного научно-исследовательского учреждения «Lithogaea».
- 11 августа — Роберт Уильямс Вуд (87) — американский физик-экспериментатор.
- 12 августа — Томас Манн (80) — немецкий писатель, эссеист, мастер эпического романа, лауреат Нобелевской премии по литературе (1929).
- 13 августа — Сатылган Атамкулов (48) — казахский советский театральный актёр, заслуженный артист Казахской ССР.
- 13 августа — Аптулай Пасет (42) — марийский советский писатель, журналист, редактор.
- 13 августа — Джон Кленнер (нем. John Klenner) (56) — американский композитор, автор песен и пианист.
- 16 августа — Никита Брилёв (59) — советский военачальник, генерал-лейтенант.
- 17 августа — Яков Староверов (51) — участник Великой Отечественной войны, Герой Советского Союза.
- 22 августа — Дмитрий Яремчук (40) — участник Великой Отечественной войны, Герой Советского Союза.
- 22 августа — Залман Хотимский (55) — советский военачальник, полковник.

## Сентябрь
- 7 сентября — Федор Федоровский (71), российский, советский театральный художник.
- 8 сентября — Сергей Губкин (57), советский ученый в области металловедения, академик АН БССР (1947), доктор химических наук (1936), профессор (1945). Заслуженный деятель науки и техники БССР (1954).
- 8 сентября — Алексей Кривонос (33), Герой Советского Союза.
- 10 сентября — Владимир Поярков (35), Герой Советского Союза.
- 11 сентября — Иосиф Ликстанов (55), русский советский писатель.
- 13 сентября — Владимир Марков (32), советский танкист-ас, участник Великой Отечественной войны, Герой Советского Союза.
- 14 сентября — Франц Карл Вайскопф (55), немецкоязычный писатель.
- 19 сентября — Адальберт Эрдели (64), украинский живописец, один из основоположников закарпатской школы изобразительного искусства.
- 21 сентября — Обри Брейн (62), британский валторнист и музыкальный педагог.
- 21 сентября — Ицхак Ицхаки (52), израильский политический деятель, депутат Кнессета.
- 21 сентября — Владимир Савченко-Бельский (88), генерал-хорунжий Украинского Державного Флота.
- 30 сентября — Джеймс Дин (24), американский актёр; автокатастрофа.

## Октябрь
- 1 октября — Алексей Дикий (66) — советский актёр, народный артист СССР.
- 1 октября — Михаил Чехов (64) — известный драматический артист, театральный педагог, режиссёр; племянник Антона Чехова.
- 4 октября — Августин (Петерсон) (82) — митрополит Рижский и всея Латвии.
- 5 октября — Павел Цылёв (35) — участник Великой Отечественной войны. Герой Советского Союза.
- 5 октября — Николай Фешин (73) — русский и американский художник.
- 5 октября — Елена Рерих (76) — русский религиозный философ, писательница, общественный деятель.
- 6 октября — Пётр Пепеляев (35) — Полный кавалер ордена Славы.
- 9 октября — Михаил (Мельник) — епископ Русской православной церкви, епископ Дрогобычский и Самборский.
- 12 октября — Лаврентий Цанава (55) — деятель ВЧК—ОГПУ—НКВД СССР—МГБ, генерал-лейтенант.
- 18 октября — Хосе Ортега-и-Гассет (72) — испанский философ и социолог.
- 19 октября — Михаил Гориккер — советский военный деятель, генерал-майор технических войск.
- 25 октября — Николай (Могилевский) — епископ Русской православной церкви, митрополит Алма-Атинский и Казахстанский.
- 25 октября — Юрий Полоний (43) — участник Великой Отечественной войны. Герой Советского Союза.
- 25 октября — Александр Цуцунава (74) — советский грузинский режиссёр.
- 29 октября — Михаил Петров (49) — советский удмуртский писатель, поэт, переводчик.

## Ноябрь
- 1 ноября — Дейл Карнеги (66) — американский педагог, писатель, один из создателей теории общения.
- 5 ноября — Морис Утрилло (71) — французский художник.
- 7 ноября — Иван Карасёв (33) — лейтенант Советской Армии, участник Великой Отечественной войны, Герой Советского Союза.
- 8 ноября — Евгений Грушко — сотрудник советских органов государственной безопасности и охраны правопорядка, заместитель начальника Главного управления милиции МВД СССР, комиссар милиции 2-го ранга.
- 11 ноября — Гарри Кобби (61) — австралийский военный лётчик.
- 13 ноября — Павел Субботин (39) — участник Великой Отечественной войны, Герой Советского Союза.
- 18 ноября — Соломон Розенталь (65) — российский медик, доктор медицинских наук, профессор, шахматист, мастер спорта.
- 25 ноября — Василий Караулов (40) — участник Великой Отечественной войны, Герой Советского Союза.
- 27 ноября — Артур Онеггер (63) — швейцарско-французский композитор и музыкальный критик.

## Декабрь
- 6 декабря — Николай Моисеев (52) — советский астроном.
- 8 декабря — Герман Вейль (70) — немецкий математик, лауреат премии имени Лобачевского.
- 9 декабря — Григорий Бажанов — Герой Советского Союза.
- 12 декабря — Аркадий Борейко (57) — Герой Советского Союза.
- 12 декабря — Григорий Завгородний (41) — Герой Советского Союза.
- 15 декабря — Хорас Маккой (58) — американский писатель и сценарист.
- 17 декабря — Рудольф Абель (55) — сотрудник советской внешней разведки.
- 18 декабря — Михаил Попов (62) — русский и украинский ботаник.
- 21 декабря — Гарегин Нжде (69) — армянский военный деятель.
- 24 декабря — Александр Крюков (34) — Герой Социалистического Труда.
- 25 декабря — Василий Лекарев (53) — генерал-лейтенант Советской Армии, участник Гражданской войны, польского похода и Великой Отечественной войны.
- 27 декабря — Виктор Аверин (70) — зоолог.
- 28 декабря — Элиазар Гельштейн (58) — советский терапевт, доктор медицинских наук.
- 31 декабря — Людвиг Льюисон (73) — американский писатель и переводчик.
- 31 декабря — Павел Мощанский (64) — видный деятель народного образования Тульской области.
- 31 декабря — Лука Спасов (56) — советский хозяйственный, государственный и политический деятель.